# C.O. Jellema
 Cornelius Onno (Cor) Jellema (Groningen, 9 september 1936 - Leens, 19 maart 2003) was een Nederlands dichter en essayist.

## Biografie
Jellema studeerde theologie in Amsterdam, en Duits in Utrecht. Hij werd daarna leraar Duits aan middelbare scholen in Harderwijk en Baarn, en wetenschappelijk medewerker Duitse letterkunde aan de Rijksuniversiteit Groningen. Voorts schreef hij kritieken over Duitse literatuur in NRC Handelsblad.
Jellema debuteerde in 1961 met enkele gedichten in literair tijdschrift De Gids. Aanvankelijk kreeg zijn werk weinig aandacht, maar in 1981 brak hij definitief door met de bundel De schaar van het vergeten.
In zijn vroege gedichten zocht Jellema naar een relatie tussen de 'verteller' in het gedicht, en de wereld buiten die 'verteller'. Later speelt 'de tijd' een belangrijke rol in zijn werk. In enkele bundels probeert hij een synthese tussen 'voelen' en 'denken', oftewel emotie en ratio, te bewerkstelligen. De gedichten van C.O. Jellema zijn gekenmerkt door een strakke vorm, en geregeld maakt hij gebruik van de sonnetvorm.
Als essayist schreef hij geregeld kritieken en essays over de Duitse literatuur, onder meer in NRC Handelsblad, en over de Nederlandse poëzie, in onder andere het Nieuwsblad van het Noorden. Ook schreef hij opstellen over onder andere Heinrich Heine, Theodor Fontane, Rainer Maria Rilke, Georg Trakl, Gerrit Achterberg en Hans Faverey, die zijn verzameld onder de titel Oefeningen bij een beek (2000).

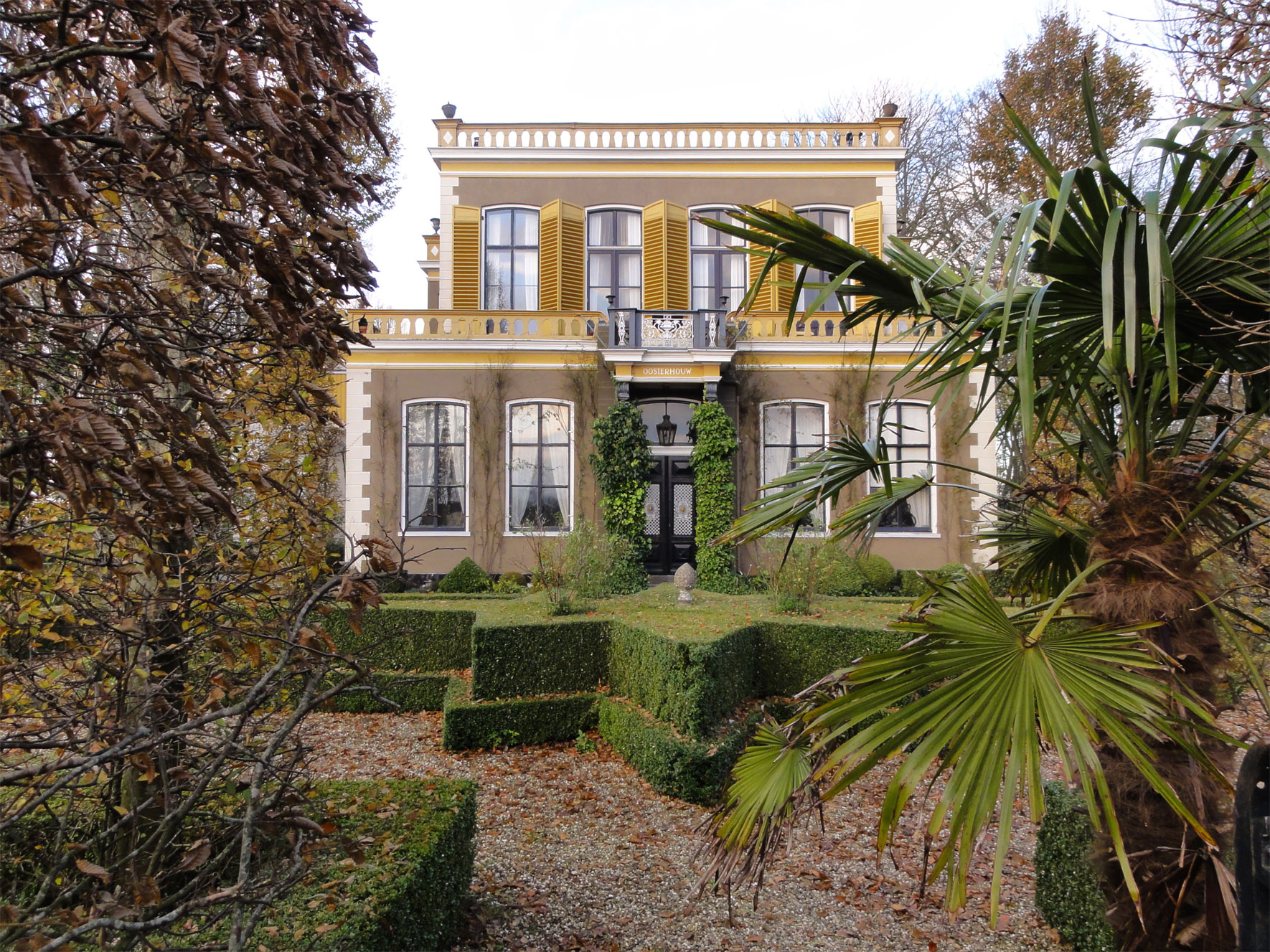
Landhuis Oosterhouw, waar Jellema woonde

Vanaf 1989 tot aan zijn dood woonde C.O. Jellema in het monumentale landhuis Oosterhouw in Leens, samen met de Leenster tuinarchitect Klaas Noordhuis, met wie hij een maand voor zijn dood trouwde.

### Dichtbundels
- Klein Gloria en andere gedichten (1961)
- Tijdverblijf (1971)
- Een eng cocon (1975)
- De schaar van het vergeten (1981)
- De toren van Snelson (1983)
- Door eenen spiegel (1984)
- In de koude voorjaarsnacht (1986)
- Een slaande hoef (1988)
- Sonnet (1988)
- Ongeroepen  (1991)
- Gedichten, oden, sonnetten (1992)
- Spolia (1996)
- Hoe water streelt (1996) (samenstelling: Michaël Zeeman)
- Droomtijd (1999)
- Langs de vloedlijn (2001)
- Stemtest (2003)

### Essaybundels
- Aangaande Hölderlin (1995)
- Oefeningen bij een beek (2000)
- Een open plek. Essays (2009)
- In beelden aanwezig. Over poëzie (2014)

### Dagboeken
- Een web van dromen. Een keuze uit zijn dagboeken 1960-2003 (2009)

### Vertalingen
- Over god wil ik zwijgen van Meister Eckhart (1999)
- Het boek van de waarheid van Hendrik Seuse en Preken van Johannes Tauler (2004 - postuum uitgegeven)

### Verzameld werk
- Verzameld werk  [Gedichten] (2005)
- Verzameld werk  [Essays] (2005)

## Prijzen
- 1983: Herman Gorterprijs voor De toren van Snelson
- 1992: Hendrik de Vriesprijs voor Gedichten, oden, sonnetten
- 1997: A. Roland Holst-Penning voor zijn gehele oeuvre.